# サム・コックス
サムエル・ピーター・コックス（Samuel Peter Cox, 1990年10月10日 - ）は、イングランド・ロンドン・バーネット区・エッジウェア出身のサッカー選手。ポジションはミッドフィールダー。

## 経歴

### クラブ
トッテナム・ホットスパーFCのユース出身。2009年にプロ契約を結ぶが、トッテナムではトップチームでの出場機会は無かった。
現在はイングランドの下部リーグで選手としてプレーを続けながら古巣トッテナム・ホットスパーFCのU-15チームのコーチを務めている。

### 代表
2015年5月にガイアナ代表に初招集された。
2019年6月、2019 CONCACAFゴールドカップの代表メンバーに選ばれた。グループリーグ3試合全試合に出場したが、ガイアナ代表は1分2敗でグループリーグで敗退した。